# ريو داس فلوريس
ريو داس فلوريس هي بلدية تقع في الولاية البرازيلية ريو دي جانيرو. يبلغ عدد سكان ريو داس فلوريس 8361 نسمة (عام 2005) وتبلغ مساحتها 478 كيلومتر مربع.

## التاريخ
سكن الشعب البوري ريو داس فلوريس قبل قدوم أول المستوطنين البرتغاليين في القرن السادس عشر. وبدأ استعمار المنطقة أكثر من ذي قبل في القرن التاسع عشر خلال «دورة القهوة». وبُنيت كنيسة مخصصة لسانتا تيريزا، وذلك لإنشاء الباريش في سانتا تيريزا في فالِنشا. وأصبحت المنطقة بعد زراعة القهوة مزدهرة لدرجة أن في عام 1882 ميلادي أُفتُتِحت محطة قطار في ريو داس فلوريس لخدمة مزارع القهوة.
وتحررت المقاطعة عام 1890 ميلادي من مدينة فالِنشا وأصبحت قرية سانتا تيريزا. وتحولت في عام 1929 ميلادي من قرية إلى رتبة مدينة وتمت إعادة تسميتها في عام 1943 ميلادي إلى مدينة «ريو داس فلوريس». ويعتمد اقتصادها حالياً على الزراعة والسياحة.

## السياحة في ريو داس فلوريس
تقدم مدينة ريو داس فلوريس عوامل جذب متنوعة في السياحة البيئية والسياحة الريفية والمغامرات والرياضات والسياحة الدينية والتاريخية والثقافية، وهذا ما يبهج الزوار. وجذبت أراضي الوادي الخصبة للقهوة ومناخها المستثمرين لبناء مزارع كبيرة في الماضي ولكن في وقتنا الحاضر يزورها العديد من السياح.
- مزارع القهوة التاريخية: في أوائل القرن التاسع عشر أصبح كلاً من وادي بارايبا وريو داس فلوريس ما يُعرف عن التاريخ البرازيلي بـ «دورة القهوة». وعند زيارة أحد مزارع القهوة التاريخية، ستسمع عن أباطرة عظماء وعبيد أقوياء ومطالبة النساء في منازلهن الجميلة. ويمكنك تناول الغداء في مزرعة أُنشِأت في أوائل القرن الثامن عشر بالإضافة إلى زيارة مزارع تاريخية تحتوي على أكثر من 300 نافذة.
- السياحة البيئية: تُعد الجبال الجميلة في منطقة ريو داس فلوريس عرض جانبي مع الشلالات والنباتات والحيوانات ومناظر طبيعية فريدة بالإضافة إلى مسارات مزرعة فازيندا دو بنانال الجميلة إلى الغابات الاستوائية حيث سترى طائر الطوقان والببغاء وطيور أخرى غريبة بالإضافة إلى حيوانات محلية.
- المهرجانات الثقافية: يأتي كلٌ من الطهي والتاريخ والثقافة معاً في مهرجان القهوة ومشروب الكاشاس (سائل قصب السكر) وموسيقى الشورينيو السنوي وجولة لعوامل الجذب في وادي نهر بارايبا في ولاية ريو دي جانيرو.
- السياحة الرياضية: بجانب استكشاف عوامل الجذب التاريخية المحلية، تستضيف ريو داس فلوريس وترعى العديد من الأحداث الرياضية التي حققت سمعة إقليمية ووطنية، ومن هذه الأحداث كأس كرة القدم في ريو داس فلوريس وكأس سباق الدراجات واجتماع الدراجات الهوائية السنوية بالإضافة إلى أحداث أخرى. وأطلقت ريو داس فلوريس خطة عام لاكتشاف الفرص التي شكّلها كأس العالم لعام 2014 والألعاب الأولمبية لعام 2016 واللذان ستتم استضافتهما في البرازيل.